# That's All Right (пісня Джиммі Роджерса)
«That's All Right» або «That's Alright» — блюзова пісня, яку виконали та записали багато музикантів.
У 1947 році Отум Браун (вокал) з Літтлом Волтером (гармоніка) записали перший варіант пісні під назвою «Ora Nelle Blues» (Chance 1116). Джиммі Роджерс був серед найперших, хто популяризував пісню, записавши у серпні 1950 року на Chess, яка випустила її синглом у жовтні 1950 року.
Пісню перезаписали багато виконавців, зокрема Джуніор Паркер (чия версія у 1958 році посіла 78-е місце в чарті The Billboard Hot 100), Лоуелл Фулсон, Ike and Tina Turner, Canned Heat, Етта Джеймс та ін.

## Версія Джиммі Роджерса
У записі Джиммі Роджерсу (вокал, гітара) акомпанували Літтл Волтер (губна гармоніка) і Біг Кроуфорд (бас). Запис відбувся 15 серпня 1950 року в Чикаго (Іллінойс). У жовтні 1950 року пісня була випущена на лейблі Chess Records на синглі (1435) з «Ludella» на стороні «В».
Протягом свої кар'єри Роджерс декілька разів записував інші версії пісні. У 1970 році оригінальна версія (1435) увійшла до альбому-компіляції Chicago Bound (1970), виданого на Chess. 28 січня 1972 року записав нову версію пісні для альбому Gold Tailed Bird, який вийшов на лейбл Shelter у 1973 році. У 1973 році Роджерс перезаписав пісню у Франції для однойменного альбому That's All Right. У 1982 році перезаписав пісню для спільного альбому з Лефт-Хенд Френком Jimmy Rogers & Left Hand Frank live на JSP. У 1998 році записав «That's All Right» за участі Еріка Клептона (увійшла до альбому Blues, Blues, Blues, що вийшов посмертно у 1999 році).

## Інші версії
Також пісню записали й інші музиканти, серед яких Джуніор Паркер (грудень 1957; чия версія у 1958 році посіла 78-е місце в чарті The Billboard Hot 100), Лоуелл Фулсон (1959), Моуз Еллісон (січень 1961), Ike and Tina Turner (1964), Джон Генрі Барбі (1964), Джон П. Геммонд (1968), Лайтнін Слім для High and Low Down (1971), Canned Heat (1972), Бадді Гай і Джуніор Веллс як медлі для Going Back (1981), Ларрі Девіс і Байтер Сміт (1985), Джонні Коупленд (1993), Бадді Гай і Джуніор Веллс (березень 1993) для концертного альбому Last Time Around - Live At Legends (1998), Літтл Мілтон (1994), Роберт Найтгок (1998), Джеймс Коттон для Fire Down Under The Hill (2000), Етта Джеймс для Blues to the Bone (2004).

## Визнання
У 2016 році пісня «That's All Right» в оригінальному виконанні Роджерса (Chess, 1950) була включена до Зали слави блюзу в категорії «Класичний блюзовий запис — пісня». 